# Wim Daems
Wim Daems (5 februari 1948 - 22 november 2009) was een wetenschapsjournalist en Vlaams jeugdauteur. In de jaren 1970 was hij werkzaam bij het weekblad De Spectator; nadien bij EOS. Daems overleed in 2009 op 61-jarige leeftijd als gevolg van longkanker.

## Beeld van een meisje
Zijn boek Beeld van een meisje (1994) ontving stevige kritiek. In het boek ontmoet het meisje van de titel een Duitse neonazistische vrachtwagenbestuurder die het bestaan van de gaskamers ontkent, waardoor het meisje haar twijfels krijgt. Het boek zou de lezer aan het denken moeten zetten. Maar doordat de argumenten geen echt weerwerk krijgen, zou het de lezer aan zijn lot overlaten. Volgens Etienne Vermeersch werkte de wijze waarop de auteur zowel het thema van adolescentie en seksualiteit als de revisionistische passages kritiekloos aanbrengt averechts. Na berichten hierover in de krant 'De Morgen', zagen uitgever Davidsfonds en de auteur zich gedwongen het boek uit de handel te nemen. Daems ontving de "SKEPPtische Put" van SKEPP voor het schrijven van dit boek.

## Prijzen
- Met zijn boek "Het Koopkind" won Wim Daems de Prijs Knokke-Heist Beste Jeugdboek 1988: de jury prees eensgezind dit werk omwille van o.m. "de originele benadering van een hedendaagse thematiek, de boeiende en aangrijpende plot, de prachtige beschrijving van de Afrikaanse leefgewoonten, de treffende typering van de personages en de genuanceerde visie op het conflict tussen regering en guerrilla"
- In 1997 kreeg Wim Daems als eerste de "SKEPPtische Put" van SKEPP voor het schrijven van zijn boek Beeld van een meisje.[1]
- In 2000 kreeg Wim Daems de Zesde Vijs voor z'n kritisch-wetenschappelijke artikels.[2]

## Werken
- De tunnel, geïll. door Kris Nauwelaerts. - Leuven: Infodok, 1987 (terrorisme)
- Het koopkind, Leuven: Davidsfonds, 1988 (Afrika)
- Drie enkel naar het paradijs, Leuven: Infodok, 1989 (bedreigde stam in Mindanao)
- Als de slangen dansen, Leuven: Infodok, 1990 (propaganda- en maffiapraktijken)
- De horizonjagers, Leuven: Davidsfonds/Infodok, 1991 (Columbus)
- Musca Domestica, Leuven: Davidsfonds, 1993 (discriminatie van  migranten)
- Beeld van een meisje, Leuven: Davidsfonds, cop. 1994 (adolescentie en seksualiteit)

Onder het pseudoniem Pim Pernel werkte hij in 1976 bij Brukselbinnenstebuiten in Brussel mee aan de redactie van de 'Brukselkrant aug.76'.
- Digitale Bibliotheek voor de Nederlandse Letteren: daem011
- Gemeinsame Normdatei: 143451871
- International Standard Name Identifier: 0000 0001 1504 9489
- Nederlandse Thesaurus van Auteursnamen: 07373571X
- Virtual International Authority File: 167642936
- WorldCat: E39PBJckTFCpKCx8djJdvxMF8C